# 柴田倫世
柴田 倫世（しばた ともよ、1974年12月23日 - ）は、日本のフリーアナウンサー、タレント。元日本テレビアナウンサー。戸籍名松坂 倫世。夫は元プロ野球選手の松坂大輔。

## 来歴・人物
福岡県筑紫野市出身。1歳の時、歯科医だった父親が交通事故により死亡し、以後母一人子一人で育った。筑紫女学園高等学校を経て、慶應義塾大学法学部政治学科卒業。高校在学中、米国ミズーリ州へ1年間の交換留学がある。
1998年、アナウンサーとして日本テレビに入社し、主にスポーツ番組を担当。同期には鈴木崇司（ラルフ鈴木）、町田浩徳、延友陽子がいる。
新人時代の松坂と取材を機会に知り合い、2004年12月に結婚、日本テレビを退社。2005年12月、第一子となる女児を出産。2008年3月、第二子となる男児を出産。2010年3月、第三子となる女児を出産。
退社後は2005年4月3日放送の『世界ウルルン滞在記スペシャル』（毎日放送制作・TBS系）で活動を再開、夫の遠征中などを見計らって芸能活動を続けていた。日本時間2006年12月15日未明、松坂がポスティングシステムでボストン・レッドソックスへ移籍することが決まったため、2007年家族3人で渡米し、米国での生活を開始。当分は、松坂のサポートと娘の育児に専念し、芸能活動は控え目になっていたが、不定期に、女性雑誌「saita」（セブンアンドアイ出版）の表紙を飾るなど、完全リタイアしたわけではない。
米国ではメジャーリーグ(レッドソックス)婦人会の活動に参加していた。2012年12月31日、3人の子育てで体力の限界に達し、ブログを休止することを発表。2013年は子どもたちの学校の関係でボストンに在住して子育てに専念し、松坂は単身赴任をした。倫世夫人は松坂のパートナーであることを誇りに思っており、『日本でもアメリカでも、彼の一番の親友というのが私の役目』と語っている。

## 出演番組

### 日本テレビ時代
- スポーツうるぐす（サブキャスター。2004年11月28日放送分を最後に卒業）- 1998.10.3 - 2004.11.28
- シドニーオリンピック（スタジオキャスター）
- 2002 FIFAワールドカップ（日本・韓国共同大会スタジオキャスター）
- アテネオリンピック（現地キャスター）
- イブニングプレス donna（キャスター）
- ジパングあさ6（お天気コーナー）
- 恋のから騒ぎ（第6期生、ただし1回限りの出演）
- THE夜もヒッパレ（進行アシスタント） - 2000.10 - 2001.12

## テレビCM
- アテネオリンピックキャンペーン（日本民間放送連盟…小倉弘子（TBS）、内田恭子（当時フジテレビ）、武内絵美（テレビ朝日）、大橋未歩（当時テレビ東京）と共演）
- プロ野球チームをつくろう!3（セガ…中畑清と共演）
- ベンザブロック（2006年 - 、武田薬品工業…仲間由紀恵主演の2006年度版にちはる、生瀬勝久と共に患者役で登場）
- 「発明News!」キャンペーン（2006年、松下電器産業…小島奈津子（元フジテレビ）、雨宮塔子（元TBS）と共演。ただしテレビCM出演は全員ほんの数秒で、連動して同社ホームページで公開されたリポートのほうがメイン）
- アサヒ飲料「赤いビタミンウォーター」

## 書籍
- スマイル（2008年3月、ポプラ社）ISBN 978-4591102831
- 大切なあなたへ 体にやさしい食生活inボストン（2008年7月30日、ヴィレッジブックス、監修：野崎洋光）ISBN 978-4863320604
- 「子育て」と「ママ」の上手な関係（2011年12月21日、ベストセラーズ）ISBN 978-4584133637